# Szakály
Szakály is een plaats (község) en gemeente in het Hongaarse comitaat Tolna. Szakály telt 1694 inwoners (2001).